# Dugan of the Badlands
Pour plus de détails, voir Fiche technique et Distribution.
Dugan of the Badlands est un film américain réalisé par Robert N. Bradbury, sorti en 1931.

## Synopsis
Lorsque le père d'Andy meurt dans le désert, Bill Dugan sauve le jeune homme et ils deviennent partenaires. Après avoir trouvé le shérif Manning, assommé par une bande de contrebandiers et laissé pour mort dans le désert, ils acceptent de l'aider à traquer ses agresseurs et deviennent ses adjoints. Bill et Andy convainquent le chef du gang que Manning est mort. Afin de rassembler des preuves contre eux, les deux traquent les hors-la-loi. June Manning, la fille du shérif, pense à tort que Bill a tué son père, mais la vérité est révélée après la capture des hors-la-loi.

## Fiche technique
- Titre original : Dugan of the Badlands
- Réalisation : Robert N. Bradbury
- Scénario : Robert N. Bradbury
- Photographie : Archie Stout
- Son : J. R. Balsley, Joe Phillips
- Montage : J.S. Harrington
- Production : Trem Carr
- Société de production : Trem Carr Pictures, Monogram Pictures
- Société de distribution : Monogram Pictures
- Pays d'origine :  États-Unis
- Langue originale : anglais
- Format : Noir et blanc — 35 mm — 1,37:1 — son mono
- Genre : Western
- Durée : 56 minutes
- Dates de sortie : États-Unis : 24 juin 1931
- Licence : Domaine public

## Distribution
- Bill Cody : Bill Dugan
- Andy Shuford : Andy
- Blanche Mehaffey : June Manning
- Ethan Laidlaw : Dan Kirk
- Earl Dwire : Lang
- Julian Rivero : Piedro
- John Elliott : Shérif Manning

## Autour du film
- C'est le premier d'une série de films de Monogram Pictures avec le duo Bill Cody et Andy Shuford[1].